# Opportunistisches Verhalten
Mit opportunistischem Verhalten wird in der Spieltheorie individuell  nutzenmaximierendes Verhalten bezeichnet. Eine Person A erweckt bei einer Person B Vertrauen, so dass B kooperiert. A versucht daraufhin seinen Nutzen durch eine nicht-kooperative Strategie (z. B. Betrug oder Verrat)  zu maximieren.

## Ökonomische Grundlage
Im allgemeinen ökonomischen Sinne prägte Oliver E. Williamson den Begriff des opportunistischen Verhaltens.  Das nicht-kooperative opportunistische Verhalten in der Spieltheorie kommt dem opportunistischen Verhalten in der Transaktionskostentheorie von Williamson sehr nahe. Die ökonomischen Akteure verhalten sich ihren Interessen folgend und versuchen durch List und Tücke ihren Nutzen zu maximieren. Der Opportunist tritt als nutzenmaximierender homo oeconomicus auf, der den kurzfristigen Nutzen eines einmaligen Betruges einem langfristigen Nutzen einer dauerhaften Kundenbeziehung vorzieht.

## Darstellung opportunistischen Verhaltens

Auszahlungsmatrix im Gefangenendilemma

Die Entscheidungsgrundlage in einem Spiel ist der Nutzen, der mit einer Handlung erzielt wird. In der Transaktionskostentheorie kann ein entgangener Nutzen als Opportunitätskosten interpretiert werden. Für das Rekonstruieren der Entstehung von Vertrauen, wie es das opportunistische Verhalten zur Grundlage hat, ist ein Zwei-Personen-Spiel geeignet, bei dem jeder Spieler zwei Handlungsalternativen hat (Wohlverhalten im Sinne von Kooperation und Defektion im Sinne von Nicht-Kooperation). Wohlverhalten meint, dass ein Spieler sich so verhält, dass der Nutzen beider Spieler, also der Spielgemeinschaft maximiert wird und dem anderen Spieler keine Einbuße entsteht. Die Handlungsalternative Defektion hingegen richtet sich gegen die Spielgemeinschaft und schadet dem anderen Mitspieler. Aufgrund der Tatsache, dass die Handlungen simultan und interdependent durchgeführt werden, sind beide Akteure zugleich Vertrauensgeber und Vertrauensempfänger.
Die Ergebnisse des Spiels werden in einer Auszahlungsmatrix, die den Nutzen der Spieler in Abhängigkeit vom eigenen und dem gegnerischen Spielzug festhält, dargestellt. Es wird angenommen, dass die Auszahlungsmatrix des Spielers bekannt ist. Vertrauen ist vorhanden, wenn ein Spieler vom Partner Wohlverhalten erwartet.
Eine Kooperation verzichtet auf die Errichtung eines langfristigen Kontroll- und Sanktionssystems. Es soll also zunächst davon ausgegangen werden, dass eine direkte Sanktionierung von falschem Verhalten nicht gegeben ist. Die Entstehung von Vertrauen ist damit eng mit der Verhinderung der Situation des Gefangenendilemmas verbunden.
In der hier dargestellten Situation werden die Spieler durch die Aussicht auf die Erzielung eines ungestraften Opportunitätsgewinns („temptation to defect“ [T]) zur Defektion animiert, denn T ist größer als der Nutzen beidseitiger Kooperation („reward for mutual cooperation“ [R]). T lässt sich allerdings nur erzielen, wenn der andere Spieler Kooperation erwartet, das heißt vertraut, und sich seinerseits kooperativ verhält. Dadurch erzielt der andere Spieler jedoch nur einen geringen oder negativen Nutzen („sucker’s pay off“ [S]) und ist damit das gutgläubige Opfer.
Wenn beide Spieler defektieren, erhalten beide als Ergebnis eine Strafe P („punishment for mutual defection“). Diese ist wahrscheinlich gering, jedoch größer als S.
Für die Spieler 1 und 2 ergeben sich daher folgende Präferenzstrukturen:
Spieler 1: T1 > R1 > P1 > S1
Spieler 2: T2 > R2 > P2 > S2
[T = temptation to defect (Verlockung zur Defektion);
R = reward for mutual cooperation (Belohnung für beidseitige Kooperation);
P = punishment for mutual defection (Strafe für beidseitige Defektion);
S = sucker’s pay off (Auszahlung für einseitige Kooperation)]
wobei annahmegemäß S1 + T2 < R1 + R2 und S2 + T1 < R2 + R1

## Motive
Im Ergebnis ist das opportunistische Verhalten im Gefangenendilemma aus zwei Gründen die dominante Strategie. Zum einen können Opportunitätsgewinne erzielt werden und somit die Erzielung der ersten Präferenz (T > R). Zum anderen wird jeder Spieler opportunistische Handlungen des Gegenspielers erwarten und für diesen Fall die für sich bessere Alternative wählen (P > S). Es ist immer besser, sich opportunistisch zu verhalten, ausgehend von der Ansicht eines Spielers. Verhalten sich beide Spieler nach dieser Logik, erhalten beide P, also ein schlechteres Ergebnis als R bei beidseitiger Kooperation. Die individuelle Nutzenmaximierung führt demnach zu einem schlechteren Ergebnis als notwendig.

## Nachteiligkeit
Die Entstehung von Vertrauen, und somit der Einsatz von Kooperation, ist unter den geschilderten Bedingungen nicht möglich. Die Situation wurde unter der Annahme durchgeführt, dass im Spielverlauf keine Bestrafung eingesetzt wird. In der Realität werden Mechanismen eingesetzt, um dem Ziel, persönliche Gewinne zu erzielen, entgegenzuwirken. In der Spieltheorie gibt es hierfür die Strafe. Oft treibt allein die Angst vor Konsequenzen den homo oeconomicus zur Kooperation.
Zum Weiteren ist der Einsatz opportunistischen Verhaltens auf lange Sicht nicht lohnend, denn der Belohnung für kurzfristigen Opportunismus stehen die langfristigen Opportunitätskosten eines entgangenen Nutzens gegenüber.

## Beispiel
Opportunistisches Verhalten zeigt auch die Finanzkrise ab 2007. Als Beispiel zu nennen sind die Credit Default Swaps, die, zumeist von Banken, als sogenanntes Kreditderivat verkauft wurden. Diese ähneln Versicherungen, die gegen den Ausfall eines Kreditpapiers eingesetzt werden. Der Verkäufer eines Credit Default Swaps bietet dem Käufer an, dass er einspringt, wenn ein Kreditnehmer seinen Verpflichtungen nicht mehr nachkommt.
Bankangestellte und Finanzmakler erhielten umsatzabhängig für den Verkauf von Credit Default Swaps höhere Provisionen. Mit der persönlichen Absicht, Provisionen zu erhöhen, strebten sie den Verkauf dieser Kreditderivate an, ohne Rücksicht auf das Risiko, welches die Käufer der Papiere haben könnten, zu nehmen. Seit August 2007 verstärkte sich das Risiko für die Inhaber von Credit Default Swaps erheblich.
Das nutzenmaximierende Verhalten der Finanzmakler und Bankangestellten lässt sich eindeutig als opportunistisches Verhalten bezeichnen.

## Belege
1. 1 2  Vgl. Hans-Bernd Schäfer: Lehrbuch der ökonomischen Analyse des Zivilrechts (Kap. 6: Die Gefahr des Opportunismus), S. 511.
2. ↑  Oliver E. Williamson: Markets and Hierarchies: Analysis and Antitrust Implications, S. 26.
3. 1 2  Vgl. Björn Saggau: Organisation elektronischer Beschaffung (transaktionskostentheoretische Grundlagen), S. 106.
4. 1 2 3 4  Vgl. Robert Axelrod: Die Evolution der Kooperation, S. 7.
5. ↑  Vgl. Björn Saggau: Organisation elektronischer Beschaffung (transaktionskostentheoretische Grundlagen), S. 107.
6. ↑  Vgl. Björn Saggau: Organisation elektronischer Beschaffung (transaktionskostentheoretische Grundlagen), S. 108.
7. ↑  Vgl. Heike Buchter: Das Gift der Spekulanten, in: "Zeit Online"  (Abgerufen: 15. Januar 2009, 13:11 MEZ).